# Třída Körös (1892)
Třída Körös byla třída monitorů rakousko-uherského námořnictva. Skládala se z jednotek Körös a Szamos, objednaných roku 1891 a zařazených do služby roku 1892. Oproti předchozí třídě byly větší a lépe vyzbrojené. Nesly dva 120 mm a dva 66 mm kanóny ve čtyřech dělových věžích (dvě na přídi a dvě na zádi), které doplňovaly kulomety.
Oba monitory bojovaly v první světové válce. V roce 1914 se účastnily dobývání Bělehradu (ostřelovaly například pevnost Kalemegdan), podobně jako dalšího pokusu v říjnu roku následujícího. V roce 1916 byly nasazeny proti Rumunsku. Ostřelovaly město Giurgiu, pontonový most u Rjahova a kryly též pozemní protirumunskou ofenzivu. Rok 1917 obě lodi strávily v nečinnosti a v roce následujícím odpluly do Oděsy, aby nadále operovaly na Ukrajině. Po skončení války se obě lodi vrátily do Budapešti.
Konec války znamenal zánik rakousko-uherské říční flotily. Körös byl zabaven Dohodou a s anglickou posádkou odeslán do Bělehradu, kde byl spolu se čtyřmi dalšími monitory předán Království Srbů, Chorvatů a Slovinců. Naopak Szamos byl nejprve odzbrojen, po vzniku Maďarské republiky rad však byl reaktivován a bojově nasazen při pokusu o znovudobytí nedávno odstoupených území Uherska.
Po zániku republiky rad byl Szamos předán zástupcům Dohody, aby bylo rozhodnuto o jeho dalším osudu. Původně měly být oba monitory rozebrány a jejich trupy použity jako pontony. Szamos byl opravdu roku 1921 odstrojen ve Vídni, zatímco Körös byl na jugoslávský nátlak ponechán Království SHS, kde sloužil pod jménem srbské řeky Morava.
Po invazi do Jugoslávie v době druhé světové války byl monitor Morava potopen vlastní posádkou poblíž Bělehradu. Nezávislý stát Chorvatsko vrak lodi vyzvedl a opravil (ovšem bez výzbroje). V červnu 1944 monitor najel poblíž města Bosanski Novi na minu a potopil se. Později ho čekalo už jen vyzvednutí a sešrotování.